# María del Carmen Álvarez-Arenas Cisneros
María del Carmen Álvarez-Arenas Cisneros (Madrid, 3 d'agost de 1948) és una política espanyola, diputada pel Partit Popular al Congrés durant les IX, X, XI i XII Legislatures.

## Biografia
Llicenciada en Empresarials, va cursar també un màster en Gestió i direcció d'empreses en l'Institut d'empresa i un altre en Seguretat i Defensa per la Universitat Rei Joan Carles. En l'àmbit polític forma part de la Junta Executiva Regional del PP de Madrid. Va ser diputada de l'Assemblea de Madrid entre 1987 i 2008, viceconsellera de la Presidència de la Comunitat de Madrid entre 1995 i 1999, senadora per la Comunitat de Madrid entre 1999 i 2003 i viceconsellera d'Ocupació i Dona de la Comunitat de Madrid entre 2005 i 2008. En 2008 va ser triada al Congrés dels Diputats per Madrid, sent reelegida en 2011, 2015 i 2016.